# Angels Advocate
Angels Advocate seria o décimo terceiro álbum de estúdio de Mariah Carey, que seria lançado em 30 de março de 2010 nos Estados Unidos, seria o segundo álbum remix da carreira da cantora. A maior parte dos remixes são de canções de seu último álbum, Memoirs of an Imperfect Angel, mas foi cancelado.

## Desenvolvimento
Christopher Stewart revelou para revista ‘’Rap-Up’’ que estava trabalhando em uma versão ‘’remix’’ do álbum, que iria conter ‘’remixes’’ de cada canção. Foi revelado que o remix oficial de "Obsessed" com participação de Gucci Mane irá estar no álbum. Stweart também revelou um remix de 'I Want To Know What Love Is': "Estou trabalhando em um ‘’remix’’ de ‘I Want to Know What Love Is’, estou procurando a pessoa certa para fazer a participação”.
As pessoas que foram confirmadas pelo produtor neste projeto além do próprio conta também com Trey Songz (remix deInseparable), Jermaine Dupri (no remix de H.A.T.E.U. que usa instrumental de “My Boo” de Ghost Town DJs e contêm participações de Big Boi doOutkast, Gucci Mane e OJ Da Juiceman). Também há um remix de "Candy Bling" com participação de T-Pain confirmada para o álbum de ‘’remixes’’ (música vazada na internet no dia 12 de Outubro). No dia 10 de Outubro enquanto cantava em Las Vegas, Mariah disse que regravou os vocais da música "It's A Wrap" com um convidado especial ainda não revelado.

## Faixas
- "Inseparable (Remix)" (feat. Trey Songz)[4]
- "Betcha Gon' Know (Remix)" (feat. R. Kelly)[4]
- "Candy Bling (Remix)" (feat. T-Pain)[4]
- "Obsessed (Remix)" (feat. Gucci Mane)[4]
- "H.A.T.E.U. (Remix)" (feat. Gucci Mane, OJ Da Juiceman, Jermaine Dupri e Big Boi)
- "Angels Cry (Remix)" (feat. Ne-Yo)
- "Up Out My Face (Remix)" (feat. Nicki Minaj)
- "It's a Wrap (Remix)" (feat. Mary J. Blige)
- "I Want to Know What Love Is (Remix)"

## Singles

### "Angels Cry"
A canção foi o primeiro compacto do disco, regravado e remixado com a participação do cantor Ne-Yo, conseguiu apenas a #90 na tabela da E.U.A. Billboard Hot R&B/Hip Hop Songs, já no Reino Unido a canção conseguiu a #199 posição. O sigle remixado não fez muito sucesso, diferente da versão original da canção que vendeu mais de 4 mil cópias. Mas foi muito elogiado, pois trazia o antigo e puro R&B de Mariah Carey, falando sobre traição e amor.

### "Up Out My face"
A canção foi o segundo compacto do disco, a música teve como participação a rapper Nicki Minaj. "Up Out My Face" foi considerado uma das melhores colaborações de rap feminino dos últimos tempos, na primeira semana de lançamento, a canção teve aproximadamente 5 mil downloads na internet. A canção conseguiu a #100 na Billboard Hot 100 e #39 na Billboard Hot R&B/Hip Hop Songs, foi a melhor colocação desde I Want to Know What Love Is, do album Memoirs of an Imperfect Angel.